# Бобровников Микола Федорович
Микола Бобровников (29 квітня 1896, Старобільськ, Луганщина — 21 березня 1988, Берклі, США) — астроном (США). Серед його наукових досягнень, зокрема, відкриття, що на відміну від комет астероїди світяться віддзеркаленим світлом Сонця.

## З життєпису
Навчався у Гірничому інституті в Петрограді, Харківському та Чиказькому університетах, Празькому Російському інституті.
У Харківському університеті слухав лекції видатного астронома Людвіга Струве разом з сином останнього — майбутнім видатним американським астрономом Отто Струве. Російська революція перервала навчання: обидва майбутні вчені були мобілізовані білогвардійцями й воювали проти «червоних». У травні 1920 року після поразки армії А. Денікіна Бобровников вимушений був залишити батьківщину — опинився в еміграції на острові Кіпр. Звідти він дістався до Праги й продовжив навчання в Російському інституті у професорів-астрономів В. Стратонова та І. Сікори.
Не прийнявши панівної в СРСР комуністичної ідеології й усвідомивши, що на батьківщину не буде повернення, Бобровников 1924 року емігрував до США. Тут він продовжив навчання в Чиказькому університеті, де його керівником був відомий американський астрофізик, спеціаліст у галузі зіркової спектроскопії Едвін Фрост (останній одночасно був і директором Єркської обсерваторії). 1927 року М.Бобровников захистив докторську дисертацію й почав працювати в Єркській обсерваторії асистентом, а потім був відряджений (на кошти фонду Келлога) до Лікської обсерваторії на горі Гамільтон. Обидві обсерваторії, де працював вчений, мали найбільші у світі телескопи-рефлектори. Бобровников вивчав спектри зірок, комет і малих планет (йому надали стипендію Національного дослідницького фонду з фізики в Каліфорнійському університеті в Берклі). З 1930 року вчений працював в університеті штату Огайо, керував астрономічною обсерваторією Перкінс.
Під час ІІ-ї Світової війни М. Бобровников був мобілізований і служив у Військово-повітряних силах США.

## Науковий доробок
Серед наукових заслуг вченого, зокрема, виведення формул та методик, що використовуються в галузі фотометрії комет. Бобровников провів ґрунтовні дослідження комети Галлея під час її наближення до Землі в 1910 році. Для фотометричних досліджень вчений зібрав значний матеріал: 4500 фотометричних спостережень 45 комет. 1942 року дослідник опублікував підсумкову статтю «Фізична теорія комет у світлі спектроскопічних даних», яка заклала основи фізичної теорії комет. Даними Бобровникова користуються вчені багатьох країн, зокрема, й України. Іншою проблемою, якою займався вчений, була природа астероїдів (малих планет). Серед інших, належить згадати відкриття Бобровникова — на відміну від комет астероїди світяться віддзеркаленим світлом Сонця. 1967 року вчений опублікував статтю «Дотелескопічна топографія Місяця», в якій розглянув погляди давніх та середньовічних астрономів на природу цього супутника Землі.

## Нагороди та відзнаки
- 1940 року М.Бобровников удостоєний премії Міжнародного товариства метеоритики і планетних наук за досягнення у вивченні астрономії та суміжних з нею наук.
- На його честь названо астероїд 2637 Bobrovnikoff.[2][3]